# Atletica leggera ai Giochi della XXXII Olimpiade - 100 metri ostacoli

Video ufficiale della Finale

Ai Giochi della XXXII Olimpiade la competizione dei 100 metri ostacoli si è svolta nei giorni 31 luglio, 1º e 2 agosto 2021 presso lo Stadio nazionale di Tokyo.

## Presenze ed assenze delle campionesse in carica
| Competizione           | Atleta          | Prestazione |              |
| ---------------------- | --------------- | ----------- | ------------ |
| Olimpiadi 2016         | Brianna Rollins | 12”48       | Squalificata |
| Commonwealth 2018      | Tobi Amusan     | 12”68       | Presente     |
| Europei 2018           | Ėl'vira Herman  | 12”67       | Presente     |
| Panamericani 2019      | Andrea Vargas   | 12”82       | Presente     |
| Africani 2019          | Tobi Amusan     | 12”68       | Presente     |
| Mondiali 2019          | Nia Ali         | 12”34       | Ritir. 2020  |
|                        |                 |             |              |
| Mondiali under 20 2018 | Tia Jones       | 13”01       | Non qual.    |

Graduatoria mondiale
In base alla classifica della Federazione mondiale, le migliori atlete iscritte alla gara erano le seguenti:
| Pos. | Atleta                | Punti | Note |
| ---- | --------------------- | ----- | ---- |
| 2    | Kendra Harrison       | 1421  |      |
| 4    | Tobi Amusan           | 1373  |      |
| 5    | Jasmine Camacho-Quinn | 1362  |      |

## La gara
La campionessa in carica Brianna McNeal (nata Rollins), si qualifica ai Trials USA con il secondo tempo. Successivamente però incappa in una squalifica per doping. Viene sostituita da Gabriele Cunningham.

Tutte le migliori passano il primo turno. Stupisce il tempo di 12”41 di Jasmine Camacho-Quinn (Porto Rico), quando tutte le altre hanno segnato tempi da 12”67 in su.

In semifinale Kendra Harrison, la primatista mondiale, è battuta dalla giovane giamaicana (classe 2001) Britany Anderson 12”40 a 12”51. Sorprende ancora  Jasmine Camacho-Quinn che stabilisce il nuovo record olimpico con 12”26. La portoricana diventa la chiara favorita per il titolo. 

Per la prima volta nella storia olimpica della specialità, la finale viene disputata di mattina, alle 11:50.

In finale si allineano ai blocchi di partenza: due statunitensi, due giamaicane, una bahamense, una nigeriana, un'olandese ed una portoricana. Kendra Harrison è in quarta corsia, la Camacho in quinta. La portoricana domina la gara salendo in testa a metà percorso e distaccando la Harrison di 15 centesimi. Al terzo posto la giamaicana Megan Tapper, mentre la Anderson fa una gara sottotono: è con le altre fino al settimo ostacolo, poi perde il ritmo e finisce all'ultimo posto.
Jasmine Camacho-Quinn è la prima portoricana a vincere un oro olimpico in tutti gli sport.

### Batterie

#### Batteria 1
| Pos. | Corsia | Atleta              | Nazionalità   | Tempo | Note |
| ---- | ------ | ------------------- | ------------- | ----- | ---- |
| 1    | 6      | Andrea Vargas       | Costa Rica    | 12"71 | Q    |
| 2    | 9      | Nadine Visser       | Paesi Bassi   | 12"72 | Q    |
| 3    | 8      | Gabriele Cunningham | Stati Uniti   | 12"83 | Q    |
| 4    | 5      | Cindy Sember        | Gran Bretagna | 13"00 | Q    |
| 5    | 3      | Chen Jiamin         | Cina          | 13"09 |      |
| 6    | 4      | Reetta Hurske       | Finlandia     | 13"10 |      |
| 7    | 2      | Ayako Kimura        | Giappone      | 13"25 |      |
| 8    | 7      | Ricarda Lobe        | Germania      | 13"43 |      |

#### Batteria 2
| Pos. | Corsia | Atleta            | Nazionalità | Tempo | Note |
| ---- | ------ | ----------------- | ----------- | ----- | ---- |
| 1    | 6      | Kendra Harrison   | Stati Uniti | 12"74 | Q    |
| 2    | 3      | Elizabeth Clay    | Australia   | 12"87 | Q    |
| 3    | 2      | Luminosa Bogliolo | Italia      | 12"93 | Q    |
| 4    | 4      | Ėl'vira Herman    | Bielorussia | 12"95 | Q    |
| 5    | 7      | Mulern Jean       | Haiti       | 12"99 | q    |
| 6    | 9      | Ebony Morrison    | Liberia     | 13"00 | q    |
| 7    | 8      | Sarah Lavin       | Irlanda     | 13"16 |      |
| 8    | 5      | Laura Valette     | Francia     | 14"52 |      |

#### Batteria 3
| Pos. | Corsia | Atleta             | Nazionalità  | Tempo | Note |
| ---- | ------ | ------------------ | ------------ | ----- | ---- |
| 1    | 4      | Tobi Amusan        | Nigeria      | 12"72 | Q    |
| 2    | 8      | Yanique Thompson   | Giamaica     | 12"74 | Q    |
| 3    | 6      | Pia Skrzyszowska   | Polonia      | 12"75 | Q    |
| 4    | 9      | Devynne Charlton   | Bahamas      | 12"84 | Q    |
| 5    | 7      | Annimari Korte     | Finlandia    | 13"06 |      |
| 6    | 3      | Marthe Koala       | Burkina Faso | 13"11 |      |
| 7    | 2      | Masumi Aoki        | Giappone     | 13"59 |      |
|      | 5      | Elisavet Pesiridou | Grecia       | dnf   |      |

#### Batteria 4
| Pos. | Corsia | Atleta              | Nazionalità | Tempo | Note |
| ---- | ------ | ------------------- | ----------- | ----- | ---- |
| 1    | 9      | Britany Anderson    | Giamaica    | 12"67 | Q    |
| 2    | 3      | Christina Clemons   | Stati Uniti | 12"91 | Q    |
| 3    | 4      | Luca Kozák          | Ungheria    | 12"97 | Q    |
| 4    | 7      | Pedrya Seymour      | Bahamas     | 13"04 | Q    |
| 5    | 5      | Elisa Di Lazzaro    | Italia      | 13"08 |      |
| 6    | 2      | Teresa Errandonea   | Spagna      | 13"15 |      |
| 7    | 8      | Ketiley Batista     | Brasile     | 13"40 |      |
|      | 6      | Cyréna Samba-Mayela | Francia     | dns   |      |

#### Batteria 5
| Pos. | Corsia | Atleta                | Nazionalità   | Tempo | Note |
| ---- | ------ | --------------------- | ------------- | ----- | ---- |
| 1    | 2      | Jasmine Camacho-Quinn | Porto Rico    | 12"41 | Q    |
| 2    | 5      | Megan Tapper          | Giamaica      | 12"53 | Q    |
| 3    | 8      | Anne Zagré            | Belgio        | 12"83 | Q    |
| 4    | 6      | Tiffany Porter        | Gran Bretagna | 12"85 | Q    |
| 5    | 4      | Asuka Terada          | Giappone      | 12"95 | q    |
| 6    | 3      | Klaudia Siciarz       | Polonia       | 12"98 | q    |
| 7    | 9      | Zoë Sedney            | Paesi Bassi   | 13"03 |      |
| 8    | 7      | Ditaji Kambundji      | Svizzera      | 13"17 |      |
| 9    | 1      | Ana Camila Pirelli    | Paraguay      | 13"98 |      |

### Semifinali
Le prime due atlete di ogni semifinale (Q) e le successive due più veloci (q) si qualificano alla finale.

#### Semifinale 1
| Pos. | Corsia | Atleta            | Nazionalità | Tempo | Note                                     |
| ---- | ------ | ----------------- | ----------- | ----- | ---------------------------------------- |
| 1    | 5      | Tobi Amusan       | Nigeria     | 12"62 | Q                                        |
| 2    | 8      | Devynne Charlton  | Bahamas     | 12"66 | Q                                        |
| 3    | 4      | Andrea Vargas     | Costa Rica  | 12"69 | Miglior prestazione personale stagionale |
| 4    | 7      | Christina Clemons | Stati Uniti | 12"76 |                                          |
| 5    | 2      | Klaudia Siciarz   | Polonia     | 12"84 | Miglior prestazione personale stagionale |
| 6    | 3      | Asuka Terada      | Giappone    | 13"06 |                                          |
|      | 9      | Luca Kozák        | Ungheria    | dnf   |                                          |
|      | 6      | Yanique Thompson  | Giamaica    | dnf   |                                          |

#### Semifinale 2
| Pos. | Corsia | Atleta            | Nazionalità   | Tempo | Note                          |
| ---- | ------ | ----------------- | ------------- | ----- | ----------------------------- |
| 1    | 4      | Britany Anderson  | Giamaica      | 12"40 | Q                             |
| 2    | 7      | Kendra Harrison   | Stati Uniti   | 12"51 | Q                             |
| 3    | 6      | Elizabeth Clay    | Australia     | 12"71 | Miglior prestazione personale |
| 4    | 8      | Luminosa Bogliolo | Italia        | 12"75 | Record nazionale              |
| 5    | 9      | Tiffany Porter    | Gran Bretagna | 12"86 |                               |
| 6    | 5      | Pia Skrzyszowska  | Polonia       | 12"89 |                               |
| 7    | 2      | Mulern Jean       | Haiti         | 13"09 | (.088)                        |
| 8    | 3      | Pedrya Seymour    | Bahamas       | 13"09 | (.090)                        |

#### Semifinale 3
| Pos. | Corsia | Atleta                | Nazionalità   | Tempo | Note                                     |
| ---- | ------ | --------------------- | ------------- | ----- | ---------------------------------------- |
| 1    | 7      | Jasmine Camacho-Quinn | Porto Rico    | 12"26 | Q                                        |
| 2    | 4      | Megan Tapper          | Giamaica      | 12"62 | Q                                        |
| 3    | 6      | Nadine Visser         | Paesi Bassi   | 12"63 | q                                        |
| 4    | 8      | Gabriele Cunningham   | Stati Uniti   | 12"67 | q                                        |
| 5    | 9      | Ėl'vira Herman        | Bielorussia   | 12"71 |                                          |
| 6    | 8      | Ebony Morrison        | Liberia       | 12"74 | Record nazionale                         |
| 7    | 3      | Cindy Sember          | Gran Bretagna | 12"76 |                                          |
| 8    | 5      | Anne Zagré            | Belgio        | 12"78 | Miglior prestazione personale stagionale |

### Finale
| Record mondiale      | Kendra Harrison       | 12"20 | Londra      | 22 luglio 2016 |
| Record olimpico      | Jasmine Camacho-Quinn | 12"26 | Tokyo       | 1 agosto 2021  |
| Capolista stagionale | Jasmine Camacho-Quinn | 12"32 | Gainesville | 17 aprile 2021 |

Lunedì 2 agosto, ore 11:50. Vento: -0,3m/s.
| Posizione | Corsia | Nome                  | Nazionalità | Tempo | Note |
| --------- | ------ | --------------------- | ----------- | ----- | ---- |
| Oro       | 5      | Jasmine Camacho-Quinn | Porto Rico  | 12"37 |      |
| Argento   | 4      | Kendra Harrison       | Stati Uniti | 12"52 |      |
| Bronzo    | 9      | Megan Tapper          | Giamaica    | 12"55 |      |
| 4         | 6      | Tobi Amusan           | Nigeria     | 12"60 |      |
| 5         | 3      | Nadine Visser         | Paesi Bassi | 12"73 |      |
| 6         | 8      | Devynne Charlton      | Bahamas     | 12"74 |      |
| 7         | 2      | Gabriele Cunningham   | Stati Uniti | 13"01 |      |
| 8         | 7      | Britany Anderson      | Giamaica    | 13"24 |      |